# Suciu de Sus (gmina)
Suciu de Sus – gmina w Rumunii, w okręgu Marmarosz. Obejmuje miejscowości Larga, Suciu de Sus i Suciu de Jos. W 2011 roku liczyła 3868 mieszkańców.